# PeerBlock

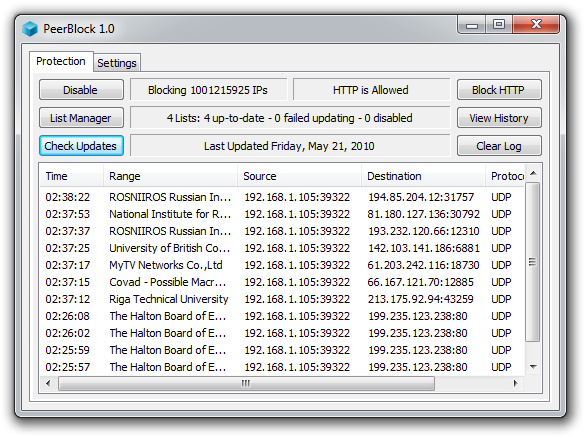
Captură de ecran

PeerBlock este un program gratuit și open source în C++ dezvoltat de Mark Bulas, night_stalker_z, Ammon Harper și XhmikosR.  Acesta este capabil să blocheze conexiunile dinspre și înspre IP-urile aflate pe liste negre. Sistemul este, de asemenea, capabil să blocheze IP-uri particularizate, în funcție de preferințele utilizatorului. Programul se bazează pe programul PeerGuardian 2 dezvoltat de Phoenix Labs. Phoenix Labs încurajează utilizatorii de PeerGuardian pentru Microsoft Windows să migreze la PeerBlock. Programul rulează și pe versiunile de 32 și 64 de octeți ale Windows Vista și Windows 7.